# Sound Box
Sound Box (株式会社サウンドボックス Kabushiki gaisha Saundo Bokkusu?) es una compañía japonesa de efectos de sonido dedicada a crear y editar efectos de sonido para anime y películas. Originalmente se estableció como una yūgen gaisha, pero ahora se reorganizó en una kabushiki gaisha.
Sound Box es conocido por su uso de los efectos de sonido de las bibliotecas (por ejemplo, Hollywood Edge, Series 4000 Hollywood, Series 6000, Cartoon Trax, Hanna-Barbera, Warner Bros. Animation y Turner Entertainment).

## Historia
Sound Box fue fundada en 1988 por los exmiembros de Toyo Sound Effects Group (東洋音響効果グループ Tōyō Onkyō Kōka Gurūpu?), Shizuo Kurahashi y Kenji Shibasaki. Además de la fundación, Kurahashi y Shibasaki trabajaron con directores de sonido como Masafumi Mima, Yasunori Honda, Jin Aketagawa, Kazuhiro Wakabayashi, Katsuyoshi Kobayashi, Toshiki Kameyama y Eriko Kimura.
En la década de 1990, Sound Box trabajó en la edición de efectos de sonido para tráileres como películas teatrales y Toei V-Cinema, así como películas de anime.

### Empleados

#### Personal
- Shizuo Kurahashi (倉橋 静男 Kurahashi Shizuo?)
- Akiko Mutō (武藤 晶子 Mutō Akiko?)
- Takuya Hasegawa (長谷川 卓也 Hasegawa Takuya?)
- Katsuhiro Nakano (中野 勝博 Nakano Katsuhiro?)
- Kenji Koyama (小山 健二 Koyama Kenji?)
- Tomokazu Mitsui (三井 友和 Mitsui Tomokazu?)
- Yasunori Ogata (緒方 康恭 Ogata Yasunori?)
- Naoto Yamatani (山谷 尚人 Yamatani Naoto?)
- Sachiko Nishi (西 佐知子 Nishi Sachiko?)

#### Expersonal
- Kenji Shibasaki (柴崎 憲治 Shibasaki Kenji?)
- Wataru Takahashi (高橋 渉 Takahashi Wataru?)
- Kōji Asari (浅利 公治 Asari Kōji?)
- Hideo Koyama (小山 秀雄 Koyama Hideo?)
- Takurō Maeda (前田 拓郎 Maeda Takurō?)
- Masafumi Watanabe (渡辺 雅文 Watanabe Masafumi?)
- Kanako Endō (遠藤 加奈子 Endō Kanako?)
- Natsue Ozawa (小澤 奈津江 Ozawa Natsue?)
- Hiromune Kurahashi (倉橋 裕宗 Kurahashi Hiromune?)

- Datos: Q11304343